# Trambileno
Trambileno (Trambelém in dialetto trentino, Trumelays in cimbro) è un comune italiano sparso di 1 503 abitanti della provincia di Trento, con sede nella frazione Moscheri.

## Origini del nome
Il toponimo fa riferimento all'idronimo Leno, un probabile prelatino (forse etrusco o retico) Lemno.
Più precisamente, il nome deriva da trans bis Lenum, cioè "tra due Leni", che sono il Leno di Vallarsa e il Leno di Terragnolo: il comune sorge infatti alla congiunzione dei due rami del fiume Leno.

## Storia
Interessato nel XIII secolo da un insediamento di coloni tedeschi.

### Simboli
Lo stemma e il gonfalone sono stati approvati con D.G.P. dell'8 aprile 1988, n. 3346.
Gonfalone

## Monumenti e luoghi d'interesse

### Architetture religiose
- Santuario della Madonna de La Salette. È stato costruito nel 1856 su uno sperone roccioso a Moscheri (sede comunale) grazie alla donazione di un nobile roveretano. Venne consacrato alla Madonna de La Salette. Il Santuario appare anche nello stemma del comune sopra i due Leni che si congiungono.

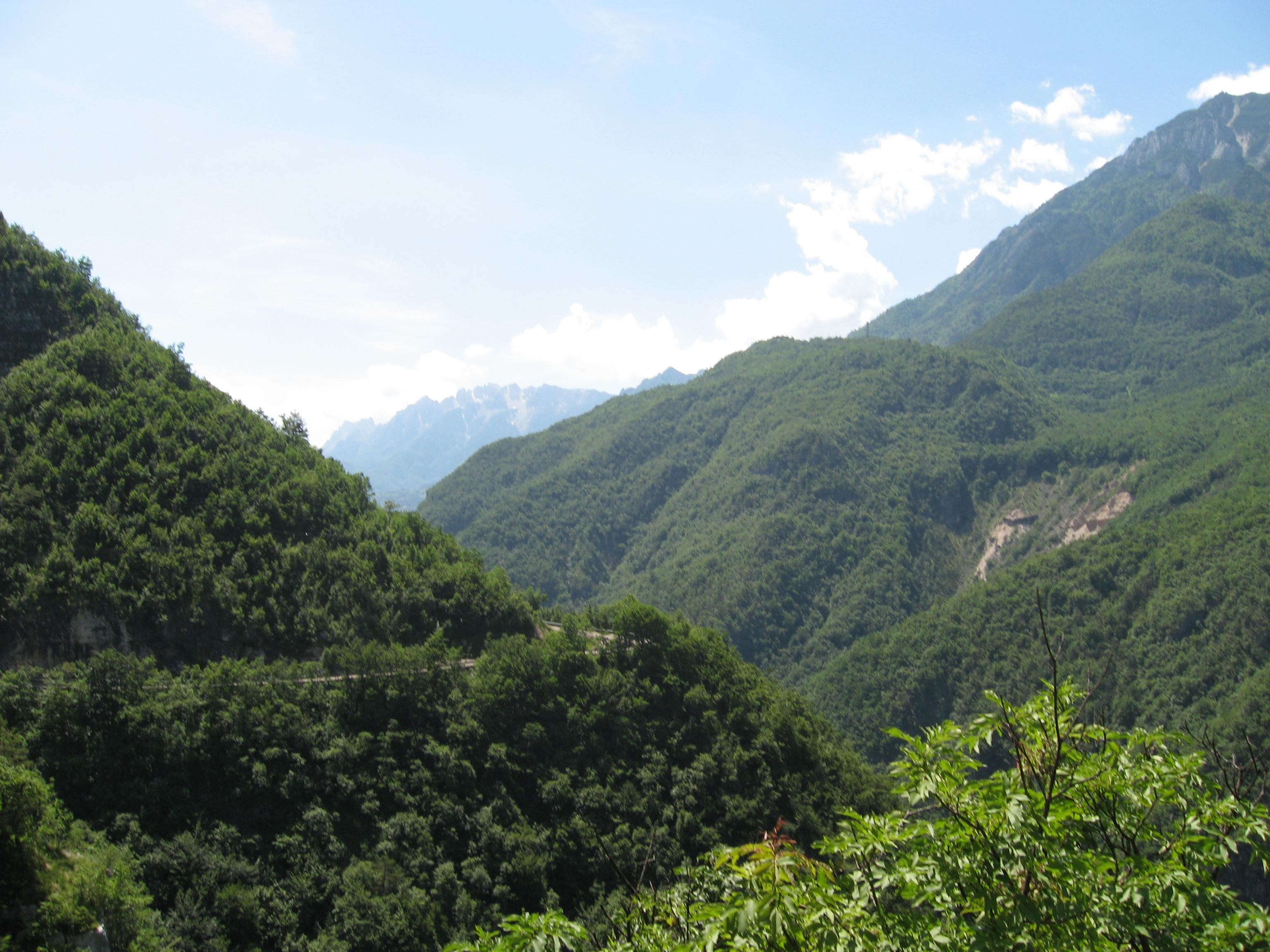
La valle del Leno

- Eremo di San Colombano. Arroccato su una parete rocciosa a strapiombo sul Leno fu dimora di eremiti che fondarono il primitivo edificio e cella monastica documentato dal 753 (data incisa sulla roccia). Nel corso dei secoli attorno alla grotta è stata edificata a partire dal X secolo una chiesetta che è raggiungibile grazie a una ripida scala ricavata nella roccia.
- Chiesa di San Mauro a Moscheri.
- Chiesa di San Valentino a Vanza.

### Architetture militari
- Forte Pozzacchio (ted. Valmorbia Werk). Costruito dall'Impero Austro-ungarico poco prima dell'inizio della Grande Guerra, sorge su un rilievo roccioso tra i paesi di Pozzacchio e Valmorbia, nel territorio comunale di Vallarsa. È un capolavoro di ingegneria militare mai ultimato e mai usato come forte vero e proprio. Risulta interamente scavato nella roccia e avrebbe dovuto proteggere la linea del fronte austriaco lungo la Vallarsa. È stato aperto per le visite al pubblico nel 2015.

### Architetture civili
- Rifugio Vincenzo Lancia, nei prati dell'Alpe Pozze. Dal rifugio partono numerosi sentieri che esplorano il massiccio del Pasubio, il Col Santo, il Col Santino, il Monte Testo e il Monte Corno Battisti. Nei pressi del rifugio anche l'Alpe Alba con le suggestive baite in pietra nate per dar riparo ai contadini che facevano il fieno in quota e recentemente usate come luogo di villeggiatura.

## Società

### Evoluzione demografica
Abitanti censiti

## Amministrazione
| Periodo           | Periodo           | Primo cittadino        | Partito              | Carica      | Note |
| ----------------- | ----------------- | ---------------------- | -------------------- | ----------- | ---- |
| 26 giugno 1985    | 5 giugno 1990     | Carlo Alberto Soprani  | Democrazia Cristiana | Sindaco     |      |
| 5 giugno 1990     | 11 luglio 1991    | Carlo Alberto Soprani  | Democrazia Cristiana | Sindaco     |      |
| 10 agosto 1991    | 5 giugno 1995     | Maria Luisa Benazzolli | Democrazia Cristiana | Sindaco     |      |
| 5 giugno 1995     | 15 maggio 2000    | Stefano Bisoffi        | Lista civica         | Sindaco     |      |
| 15 maggio 2000    | 9 maggio 2005     | Stefano Bisoffi        | Lista civica         | Sindaco     |      |
| 9 maggio 2005     | 17 maggio 2010    | Stefano Bisoffi        | Lista civica         | Sindaco     |      |
| 17 maggio 2010    | 14 agosto 2013    | Renato Bisoffi         | Lista civica         | Sindaco     |      |
| 14 agosto 2013    | 9 marzo 2014      | Bruno Golin            | Lista civica         | Vicesindaco |      |
| 9 marzo 2014      | 22 settembre 2020 | Franco Vigagni         | Lista civica         | Sindaco     |      |
| 22 settembre 2020 | in carica         | Maurizio Patoner       | Lista civica         | Sindaco     |      |

### Gemellaggi
- Bento Gonçalves (Rio Grande do Sul), dal 2007. Bento Gonçalves fu alla fine dell'800 destinazione di tanti migranti della Comunità della Vallagarina, tra cui Trambileno.[9][10]